# Fuchsia boliviana
Fuchsia boliviana is een soort afkomstig uit het zuiden van Peru, Bolivia en het noorden van Argentinië. Gekweekte exemplaren komen nu overal ter wereld voor. Het was al een cultuurplant bij de Inca's .

## Beschrijving
Fuchsia boliviana is een middelgrote groenblijvende struik tot 4 m hoog, zelden tot 6 m, met een open voorkomen, en met grote harige groene bladeren en rode bladstelen. In de nazomer en de herfst krijgt de plant hangende bloemtrossen tot 20 cm lang met dieprode bloemen van 3 tot 7 cm lang. Een wit bloeiende vorm met de naam 'Alba' heeft een witte buis en dieprode bloemblaadjes. Zelfs tijdens de bloei draagt de plant al kleine rood-paarse eetbare vruchten van 10 tot 26 mm lang.

## Cultuur
Fuchsia boliviana wordt gekweekt in de schaduw of halfschaduw in koele subtropische omstandigheden. De planten hebben bescherming nodig tegen directe zon en temperaturen van meer dan 40 °C. Ze zijn ook gevoelig voor lage temperaturen. Een koude lentenacht kan schade veroorzaken die tot ver in de zomer zichtbaar blijft. Vermeerdering gebeurt door zaad of stekken.
... · 
F. arborescens · 
F. ×bacillaris · 
F. boliviana · 
F. excorticata · 
F. jimenezii · 
F. lycioides · 
F. magellanica · 
F. nigricans · 
F. pachyrrhiza · 
F. procumbens · 
F. simplicicaulis · 
F. splendens · 
F. tilletiana · 
...